# Brigitte Lesage
Brigitte Lesage (* 18. Juni 1964 in Mülhausen) ist eine französische Volleyball- und Beachvolleyballspielerin.

## Karriere Halle
Lesage begann ihre Karriere Anfang der 1980er Jahre in ihrer Heimatstadt bei ASPTT Mulhouse. Ihre größten Erfolge auf Vereinsebene erreichte sie jedoch mit Olimpia Teodora Ravenna. Mit dem italienischen Verein gewann sie von 1986 bis 1989 vier Mal in Folge die nationale Meisterschaft. 1987 kam außerdem der Sieg im italienischen Pokal hinzu. Auch im Europapokal war Lesage mit Ravenna erfolgreich. 1986 und 1987 erreichte der Verein die Endspiele der Champions League, die gegen russische Vereine verloren gingen. 1988 gewann Ravenna dann gegen den Titelverteidiger VK Uralotschka-NTMK den höchsten Europapokal. Ein Jahr später musste sich der italienische Verein wiederum den Russinnen geschlagen geben. Später kehrte Lesage, die auch 280 mal in der französischen Nationalmannschaft spielte, wieder nach Mühlhausen zurück.

## Karriere Beach
Lesage spielt ihr erstes internationales Beachvolleyball-Turnier 1995 mit Anabelle Prawerman. Nach dem Auftakt in Hermosa Beach erreichten Lesage/Prawerman bei vier Open-Turnieren in Folge den 17. Platz, bevor sie mit dem 13. Rang in Santos ihr bestes Ergebnis auf der World Tour erzielten. Anschließend nahmen sie an den Olympischen Spielen in Atlanta teil. Dort setzten sie sich zunächst in einer Vorausscheidung gegen zwei Teams aus Mexiko und Kanada durch. Im ersten Spiel der Hauptrunde unterlagen sie dem US-Duo McPeak/Reno; danach schieden sie mit einer weiteren Niederlage gegen Nakano/Ishizaka aus und beendeten das Turnier auf dem 13. Platz.

## Auszeichnungen
- 2007: Beste Außenangreiferin beim Women Volleyball I Montreux Coupe des Nations 1984[4]
- 2007: Best Six Spielerin bei derselben Veranstaltung[5]

## Leben nach dem Sport
Lesage nahm 1997 an der Fernsehshow Fort Boyard teil. Nach einem Sabbatjahr 2001 entschloss sie sich, eine zweite Karriere im Tourismus zu beginnen, und eröffnete in Marssac-sur-Tarn ein Hotel.